# Бетті Форд
Елізабет Енн «Бетті» Блумер Форд (англ. Elizabeth Anne «Betty» Bloomer Ford; нар. 8 квітня 1918 — пом. 8 липня 2011) — перша леді США з 9 серпня 1974 по 20 січня 1977, дружина президента США Джеральда Форда. Феміністка, танцюристка, автобіографка. Внесена до Національної зали слави жінок.

## Життєпис

### Ранні роки
Народилась у 1918 році у Чикаго третьою дитиною та єдиною дочкою в родині. Дитинство провела переважно в Гранд-Репідз, Мічиган, де закінчила центральну середню школу. Після чорного четверга 1929 року Елізабет зайнялась моделюванням одягу, а також почала навчати інших дітей танцювати вальс, фокстрот та велике яблуко. Сама вона навчалася в танцювальній студії Калли Тревіс (завершила в 1935 році). Коли Елізабет було 16 років, через отруєння чадним газом під час роботи у гаражі загинув її батько.

### Кар'єра
Після завершення школи Елізабет збиралася продовжити навчатися танців у Нью-Йорку, проте її мати виступила проти. Замість цього Блумер два роки в літній період відвідувала Беннінгтонську школу танцю в штаті Вермонт, де вчилася під керівництвом Марти Грем. Заробляла на навчання, паралельно працюючи моделлю в фірмі Джона Роберта Пауерса. Скоро Елізабет вступила в допоміжну танцювальну групу Марти Грем і почала виступати в Карнегі-холі. Мати не схвалювала кар'єрного шляху дочки й вимагала повернутися на батьківщину, проте компроміс був досягнутий.
У 1941 році Блумер повернулася в Мічиган, де почала працювати координаторкою з моди в місцевому універмазі. Також вона організувала власну танцювальну групу та зайнялася викладанням танцювального мистецтва, в тому числі навчаючи і дітей з інвалідністю.

### Шлюб та родина
У 1942 році одружилася з Вільямом Вореном, продавця меблів, якого знала з 12 років. У пари не було дітей. 1947 року шлюб був розірваний. Наступним її обранцем став юрист та учасник Другої світової війни Джеральд Форд. Шлюб був укладений 15 жовтня 1948 року в Гранд-Репідз. У шлюбі народилось четверо дітей: Майкл Джеральд (нар. 1950), Джон Гарднер (нар. 1952), Стівен Мейгс (нар. 1956) та Сьюзен Елізабет (нар. 1957). Коли у 1974 році після Вотергейтського скандалу пішов у відставку президент США Річард Ніксон, Джеральд Форд, що на той час обіймав посаду віцепрезидента, вступив на посаду глави держави.
Елізабет та Джеральд були однією з найбільш відкритих сімейних пар Білого дому і не соромилися відкрито демонструвати взаємну любов.

### Соціальна діяльність
В 1978 році Елізабет Форд опублікувала автобіографію «The Times of My Life». В 1982 заснувала Центр Бетті Форд — організацію з боротьби з алкоголізмом та наркотичною залежністю, через які сама потерпала упродовж двох останніх десятиліть. В 1987 Форд була увіковічена в Мічиганському залі слави жінок. В 1991 нагороджена Президентською медаллю Свободи, а в 1999 — Золотою медаллю Конгресу.

### Смерть
Елізабет Форд померла 8 липня 2011 року у віці 93 років у каліфорнійському місті Ранчо-Міраж від ускладнень після інсульту.